# Campionati italiani di calcio a 5 giovanile
I campionati italiani di calcio a 5 giovanile sono divisi in categorie in base alle fasce d'età dei giocatori. Sono organizzati dalle leghe per le categorie Under-21, i cui giocatori godono di formule precontrattuali, e dal Settore Giovanile e Scolastico per le altre età. 

## I campionati giovanili

### Under-21
- Il Campionato nazionale Under-21 è una competizione calcettistica giovanile, la più importante del campionato italiano di calcio a 5. È organizzata dalla Divisione Calcio a 5 e riservata ai ragazzi che non abbiano ancora compiuto il 22º anno di età nell'anno di inizio della stagione sportiva. Il torneo si articola in 16 gironi territoriali ognuno dei quali esprime le quattro formazioni che prenderanno parte alla fase nazionale ad eliminazione diretta con gare di andata e ritorno. La prima edizione si è giocata nel 1997. Al campionato riservato agli Under 21, nel 2000 la Divisione Calcio a 5 ha affiancato una coppa di categoria che si articola in gare di andata e ritorno con una fase finale detta Final Four giocata in sede unica. Nel 2009 si è giocata la prima edizione della Supercoppa italiana di categoria.

### Under-19
- Il Campionato Juniores Nazionali è una competizione calcettistica giovanile. È organizzata dalla Divisione Calcio a 5 e riservata ai ragazzi che non abbiano ancora compiuto il 20º anno di età nell'anno di inizio della stagione sportiva. Il torneo si articola in 16 gironi regionali ognuno dei quali esprime la formazioni che prenderà parte alla fase nazionale ad eliminazione diretta. La prima edizione si è giocata nel 1985. Ogni regione invece organizza la propria coppa di categoria.

### Under-17
- Il Campionato Allievi Nazionali è una competizione calcettistica giovanile. È organizzata dalla Divisione Calcio a 5 e riservata ai ragazzi che non abbiano ancora compiuto il 18º anno di età nell'anno di inizio della stagione sportiva. Il torneo si articola in 16 gironi regionali ognuno dei quali esprime la formazioni che prenderà parte alla fase nazionale ad eliminazione diretta. La prima edizione con la formula della final eight si è giocata nel 2009. Ogni regione invece organizza la propria coppa di categoria.

### Under-15
- Il Campionato Giovanissimi Nazionali è una competizione calcettistica giovanile. È organizzata dalla Divisione Calcio a 5 e riservata ai ragazzi che non abbiano ancora compiuto il 16º anno di età nell'anno di inizio della stagione sportiva. Il torneo si articola in 16 gironi regionali ognuno dei quali esprime la formazioni che prenderà parte alla fase nazionale ad eliminazione diretta. La prima edizione con la formula della final eight si è giocata nel 2009. Ogni regione invece organizza la propria coppa di categoria.